# Aggression (Völkerrecht)

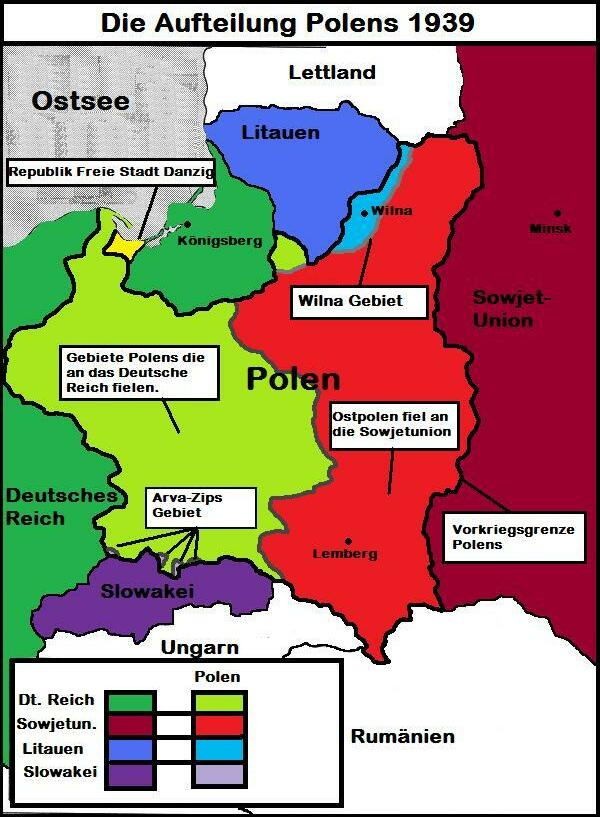
Aufteilung Polens 1939 durch die Aggressoren Deutschland und die UdSSR

Als Aggression definiert die Charta der Vereinten Nationen (UN-Charta) „die völkerrechtswidrige Anwendung militärischer Gewalt oder anderer Arten von Zwang seitens eines Staates (im Weiteren: Aggressor) oder einer Koalition von Staaten gegenüber einem oder mehreren anderen Staaten“. Die Aggression fällt unter das völkerrechtliche Verbot der Anwendung und Androhung von Gewalt in den zwischenstaatlichen Beziehungen.
Gemäß UN-Charta sind die Anwendung von Waffengewalt gegen einen Aggressor (Artikel 42) und Maßnahmen überfallener Staaten zu ihrer individuellen und kollektiven Selbstverteidigung (Artikel 51) rechtmäßig und damit keine Aggression.

## Bewaffnete Aggression
Bereits nach der Aggressionsdefinition vom September 1976 wird die bewaffnete Aggression als schwerste und gefährlichste Form angesehen. Wobei eine (direkte oder indirekte) bewaffnete Aggression immer dann vorliegt, wenn ein Staat als erster bewaffnete Gewalt gegen einen anderen Staat im Widerspruch zu den Zielen, Grundsätzen und Bestimmungen der UN-Charta anwendet. In Übereinstimmung mit und unbeschadet der Funktionen und Befugnisse des UN-Sicherheitsrates, ist die Kriegserklärung, die ein Staat als erster gegen einen anderen Staat ausspricht, als eine Handlung der bewaffneten Aggression zu betrachten. Jede der folgenden Handlungen ist, wenn sie von einem Staat mit oder ohne Kriegserklärung als erstem begangen wird, als bewaffnete Aggression zu betrachten:
- die Anwendung von Kern-, bakteriologischen, chemischen oder jeglicher anderer Massenvernichtungswaffen;
- die Bombardierung oder Beschießung des Territoriums und der Bevölkerung eines anderen Staates oder ein Angriff auf seine Land-, Luft- und Seestreitkräfte;
- das Eindringen oder der Angriff durch die bewaffneten Streitkräfte eines Staates auf das Territorium eines anderen Staates, die militärische Besetzung oder Annexion des Territoriums eines anderen Staates oder die Blockade von Küsten und Häfen.

Als eine Handlung indirekter bewaffneter Aggression ist die Entsendung von bewaffneten Banden, Terroristen, Saboteuren und dergleichen auf das Territorium eines anderen Staates sowie die Anwendung anderer Formen subversiver Tätigkeit unter Einsatz von Waffengewalt zu betrachten, die einen inneren Umsturz oder eine Veränderung der Politik im angegriffenen Staat zugunsten des Aggressors fördern soll.
Die Anwendung von Waffengewalt in Übereinstimmung mit der UN-Charta, einschließlich ihrer Anwendung durch abhängige Völker, die damit ihr Recht auf Selbstbestimmung gemäß Resolution 514 (XV) der UNO-Vollversammlung wahrnehmen, soll durch keine dieser Bestimmungen eingeschränkt werden.

## Weitere Formen der Aggression
Neben der bewaffneten Aggression spricht man von weiteren Formen der Aggression, wie beispielsweise von ökonomischer, ideologischer und juristischer Aggression. Darunter sind aggressive Handlungen zu verstehen, in denen völkerrechtswidrige Ziele mittels wirtschaftlicher Erpressung, ideologischer Diversion und Einschüchterung sowie durch Anmaßung von Rechtsbefugnissen angestrebt werden.